# Heteronitis ragazzii
Heteronitis ragazzii är en skalbaggsart som beskrevs av Leon Fairmaire 1893. Heteronitis ragazzii ingår i släktet Heteronitis och familjen bladhorningar. Inga underarter finns listade i Catalogue of Life.